# Marais Viljoen
Marais Viljoen (Robertson, 2 de dezembro de 1915 - Pretória, 4 de janeiro de 2007) foi o último Presidente de Estado cerimonial da África do Sul entre 4 de junho de 1979 e 3 de setembro de 1984.

## Biografia
Marais era o mais novo de seis irmãos. Casou no dia 20 de abril de 1940 com Dorothea Maria Brink (17 de setembro de 1917 – 5 de outubro de 2005), e teve uma filha desse casamento, que por sua vez lhe deu um neto. Antes de entrar para a carreira política, trabalhou num Posto de Correios, e depois no jornal em língua africâner, Die Transvaler, editado por Hendrik Verwoerd, que mais tarde se tornou Primeiro-Ministro.

### Carreira política
Marais serviu como deputado por Alberton, próximo de Joanesburgo, como Presidente do Senado, e como Presidente de Estado interino entre 21 de agosto e 10 de outubro de 1978, antes de Balthazar Johannes Vorster ter sido eleito para a posição por curto período de tempo. Marais era visto como um membro relativamente moderado do Partido Nacional, que instituiu o apartheid.

## Presidente de Estado
Depois da resignação de Vorster, em 1979, Marais ocupou o posto de Presidente de Estado de 4 de junho de 1979 a 3 de setembro de 1984. O cargo de Presidente de Estado da África do Sul durante esse tempo era meramente um posto cerimonial, tal como o de Governador-Geral, que veio substituir em 1961. 
De acordo com a Constituição da República da África do Sul de 1983, a posição de Presidente de Estado deixa de ser uma posição cerimonial e passa a ter uma função executiva. Marais retirou-se e foi sucedido por Pieter Willem Botha, que fora, até 1984, o Primeiro-Ministro. 

## Morte
Marais Viljoen, faleceu em Pretória, aos 91 anos, devido a uma falha cardíaca.